# Geršov
Geršov (německy Gerschdorf) je vesnice, místní část obce Otín v okrese Žďár nad Sázavou. Leží 2 km na západ od své mateřské obce, s níž je spojen silnicí. Nadmořská výška se pohybuje mezi 544 – 558 m n. m. V roce 2009 zde bylo evidováno 17 adres. Ve vesnici žije 54 obyvatel.
Katastrální území Geršova sousedí na severu s katastrálním územím Pustiny u Měřína, na východě s Otínem, na jihu s Pohořílkami a na západě s katastrálním územím Na Pouštích, náležícím k Pavlínovu. Katastrální území samo se pozvolna zvedá od severu od potoka Žďárky k jihu k Pavlínovské horce (614 m n. m.). Zástavba Geršova se rozkládá v centrální části katastrálního území.
Další silnice IV/3492 spojuje Geršov se silnicí II. třídy č. II/349 na severu, na jih pokračuje silnice k Pavlínovu. Od Geršova vede k severozápadu krátká cesta k samotě Pouště.

## Historie
První písemná zmínka o obci pochází z roku 1838. V roce 1869 byl Geršov uváděn jako osada Měřína, v letech 1890–1950 pak jako osada Pavlínova. Jako část Otína je Geršov veden od roku 1961.
| Rok            | 1869 | 1880 | 1890 | 1900 | 1910 | 1921 | 1930 | 1950 | 1961 | 1970 | 1980 | 1991 | 2001 |
| -------------- | ---- | ---- | ---- | ---- | ---- | ---- | ---- | ---- | ---- | ---- | ---- | ---- | ---- |
| Počet obyvatel | 59   | 58   | 70   | 86   | 86   | 88   | 83   | 70   | 69   | 76   | 72   | 65   | 64   |

### Leopold rytíř Gersch
Leopold rytíř Gersch (1785–1862), první krajský císařsko-královský komisař a guberniální rada, po kterém je údajně pojmenována obec Geršov, se ve svých 42 letech stal nepřetržitě na dobu 21 roků krajským hejtmanem jihlavským, a to od 7. srpna 1827 až do 23. října 1848. Doložitelné doklady z rodinného i pracovního života Leopolda Gersche se obtížně dohledávají, neboť ve druhé světové válce byly téměř všechny dokumenty jihlavského hejtmanství německou posádkou zničeny. Podle pracovníků jihlavského archívu potřebovali němečtí úředníci uvolnit místo pro ukládání svých dokumentů. Některé dokumenty jsou dnes uloženy v MZA v Brně a v SOkA v Jihlavě. Seznam hejtmanů Jihlavského kraje.
Gerschové byli německá měšťanská rodina v Brně s vlastním erbem (Popis erbu rodu Gersch - spodní část: červené pozadí, zelený spodek na něm zlatý lev a zlatá labuť proti sobě. Lev a labuť drží každý jedno stříbrné pštrosí pero, které  drží tak, že se nad nimi kříží. Nad místem kde se pera kříží je zlatá hvězda. Horní část erbu: dvě ritířské přilby s korunkou. Na levé korunce stojí vzpínající se lev. Levá ozdoba přilby je červno-zlatá. Na pravé korunce stojí stříbrná labut´. Pravá ozdoba přilby je červeno–stříbrná)[zdroj?] a později titulem rytíř (Ritter). Dne 24. listopadu 1815 byl do stavu rytířského povýšen ve Vídni otec Leopolda Gersche, Johann Franz Gersch, K. K. guberniální sekretář, zemský advokát, později moravskoslezský guberniální rada. Matkou Leopolda byla Magdaléna rozená Serinkin. Leopold Gersch se narodil v roce 1785 jako druhý ze sedmi dětí. Ačkoliv data narození všech jeho sourozenců jsou zapsaná v brněnských matrikách, datum narození Leopolda tam chybí. Je možné, že se narodil v jiném městě. Rok jeho narození 1785 je zapsán na jihlavském sčítacím operátu z roku asi 1840. SOkA Jihlava. Tři z jeho sourozenců zemřeli ještě jako malé děti a Leopold zůstal rodičům jako jediný syn. Jeho matka Magdaléna zemřela 20. ledna 1822 v 63 letech a otec Johann Franz Gersch zemřel 11. října 1830 ve věku 83 roků.
Leopold Gersch se oženil s Karolínou rozenou Kolbovou, a ještě než byl jmenován do funkce krajského hejtmana v Jihlavě, narodily se jim čtyři dcery: Magdalena, Leopoldina, Karolína a Kateřina. Předtím, než byl Leopold Gersch jmenován jihlavským krajským hejtmanem, byl v roce 1822 ve svých 36 letech prvním krajským komisařem v Opavě. Do funkce krajského hejtmana v Jihlavě byl Leopold Gersch jmenován 7. srpna 1827 a od té doby bydlel se svojí rodinou v domě č.p. 19a, byt č. 2. Hejtman Leopold rytíř Gersch zakoupil 17. ledna 1839 za 16 285 zl. dietrichštejnský dům stojící na horní straně  jihlavském náměstí. Kupní smlouva byla uzavřena ve Vídni. Na smlouvě je podepsán František Josef kníže Dietrichštejn - Proskau - Leslie, Leopold rytíř Gersch a čtyři svědkové. Do zemských desek byl zápis učiněn 14. září 1839. Dnes má v tomto domě sídlo Česká pošta.
Manželka Leopolda Gersche Karolína zemřela v Jihlavě 1. července 1847 na tyfus ve věku 62 roků. Leopold Gersch o rok později 23. října 1848 funkci krajského hejtmana opustil a odstěhoval se do Brna. Leopold Gersch odešel z funkce krajského hejtmana v revolučním roce 1848. V tomto roce vysoce postavené německé úředníky ve funkcích nahrazovali úředníci čeští. Na místo krajského hejtmana nastoupil v roce 1848 po Leopoldu Gerschovi František Musil, ovšem jen na několik měsíců. Jihlava totiž přestala být 25. června 1849 krajským městem a znovu se stala krajským městem až 25. ledna 1853.
Leopold Ritter von Gersch, penzionovaný K. K. guberniální rada a krajský hejtman v Jihlavě, zemřel 8. února 1862 v 76 letech v Brně č.p. 27 jako šlechtic. Gerschové jsou jeho zásluhou vedeni v seznamu německé šlechty s vlastním erbem. Jelikož Leopold Gersch neměl syna, po jeho smrti rod Gerschů zanikl. Jedinou trvalou památkou na rod Gerschů zůstala vesnice původně pojmenovaná Gerschdorf, dnes Geršov.
Nejstarší dcera Leopolda Gersche Magdaléna se narodila 4. června 1815 a zemřela 4. května 1895 v Brně č.p. 6 ve věku 79 roků. Magdaléna Gerschová se provdala 13. června 1839 u sv. Jakuba Většího v Jihlavě za syna z rodiny francouzských emigrantů Christiana d'Elvert (1803–1896), historika, mecenáše, dvorního radu, čestného občana Brna a brněnského starostu. Jejich manželství bylo zřejmě bezdětné.

### Historie kapličkysv. Terezie z Lisieux
Citace z měřínské farní kroniky: „2. června 1929 konali jsme milou slavnost. Geršovští, nejmenší skoro stádečko farnosti, projevilo velkou obětavost. Postavili si uprostřed dědinky pěknou kapličku, kde by se scházeli k soukromým pobožnostem. Byli na rozpacích, komu ji zasvětiti. Farář (P. František Čermák, pozdější sídelní kanovník brněnský) jim nabídl, že jim věnuje oltářní obraz, ponechají-li volbu jemu. Souhlasili a farář koupil obraz svaté Terezie Ježíškovy za 600 Kč. Velice se jim líbil, dali kapličku vymalovati, některé dárkyně věnovaly: lampu (Dočekalová), svícny (Jurkasová), sochy Srdce Páně a Pannu Marii (Kratochvílová).
Odměnou za jejich obětavost byla slavnost svěcení uspořádaná co nejskvěleji. Pozván kazatel z Brna, regens alumnát D. Karel Skoupý, tři místní kněží přivedli velké procesí z Měřína, přišli pavlínovští s hudbou, p. farář Horák z Uhřínova přivedl procesí, zúčastnil se p. Katecheta Procházka z Velkého Meziříčí. Po nádherném kázání kaplička posvěcena, vykonána pobožnost k sv. Terezičce a písní, kterou dal farář k té příležitosti natisknouti, slavnost ukončena. Tak „květinka z Lusieuxe“, jejíž úcta, ač teprve r. 1925 byla svatou prohlášena, všude tolik se šíří, i u nás uctěna. První děvčátko, které se po slavnosti v Geršově narodilo, dostalo při křtu svatém její jméno – první ve farnosti. Kéž vyprosí sv. Terezička geršovským hodně milosti a farnosti celé sešle déšť růží.“ Farní kronika Měřín.

## Další fotografie

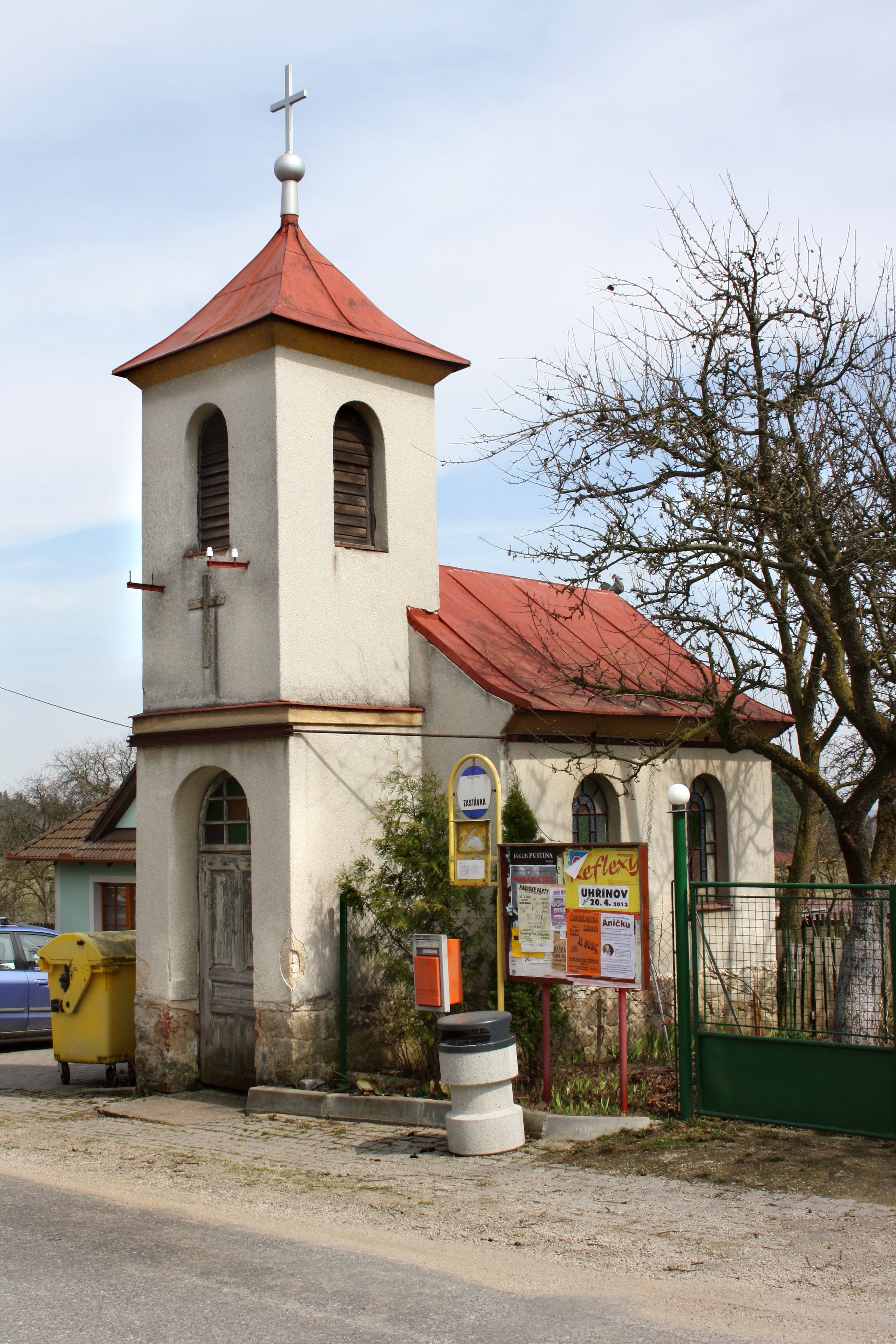
Kaplička na návsi
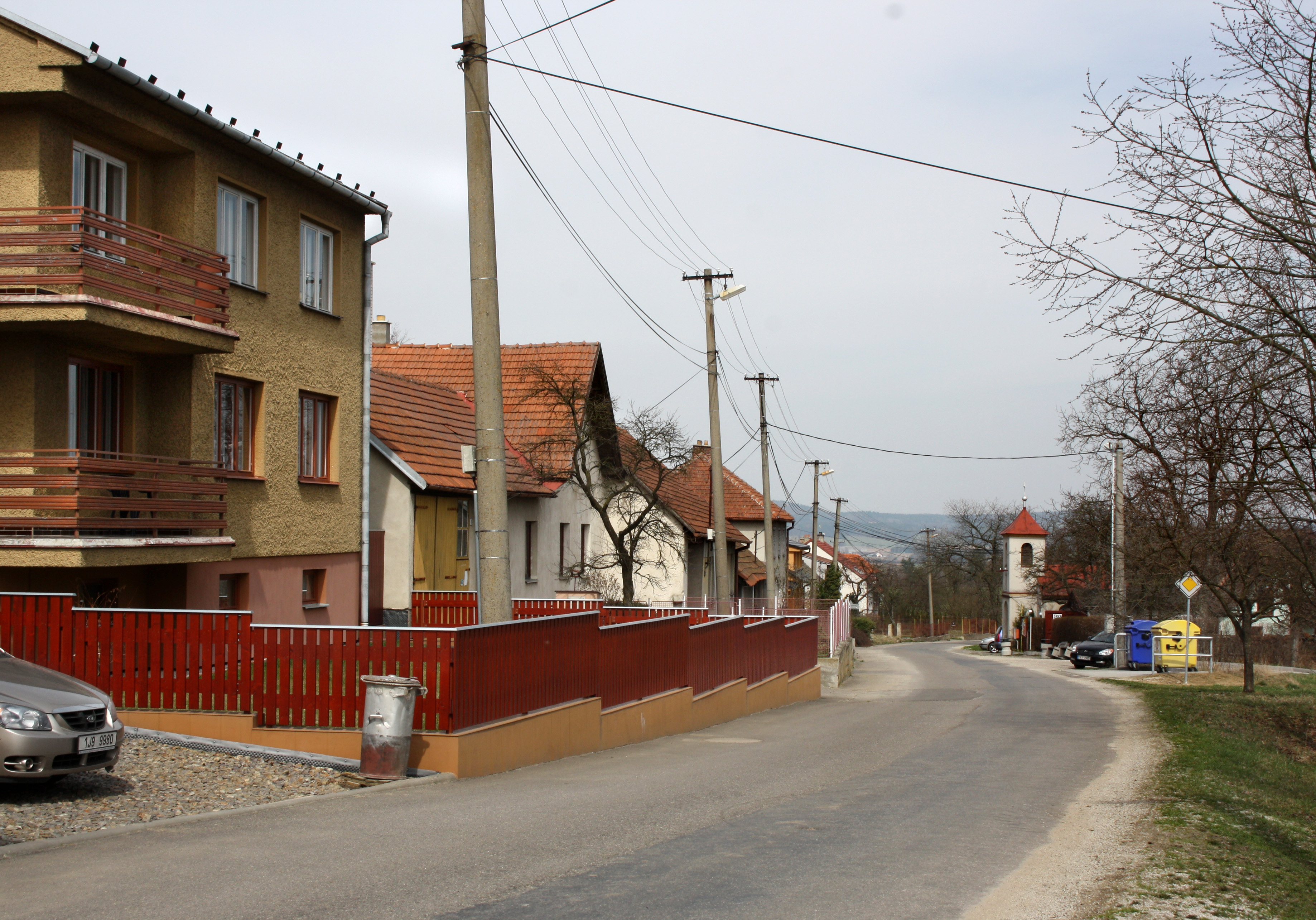
Silnice k Měřínu